# Cantone di La Roquebrussanne
Il Cantone di La Roquebrussanne era una divisione amministrativa dell'arrondissement di Brignoles.
È stato soppresso a seguito della riforma complessiva dei cantoni del 2014, che è entrata in vigore con le elezioni dipartimentali del 2015.
Comprendeva i comuni di:
- Forcalqueiret
- Garéoult
- Mazaugues
- Méounes-lès-Montrieux
- Néoules
- Rocbaron
- La Roquebrussanne
- Sainte-Anastasie-sur-Issole